# Kapelle St. Antonius von Padua (Raunertshofen)

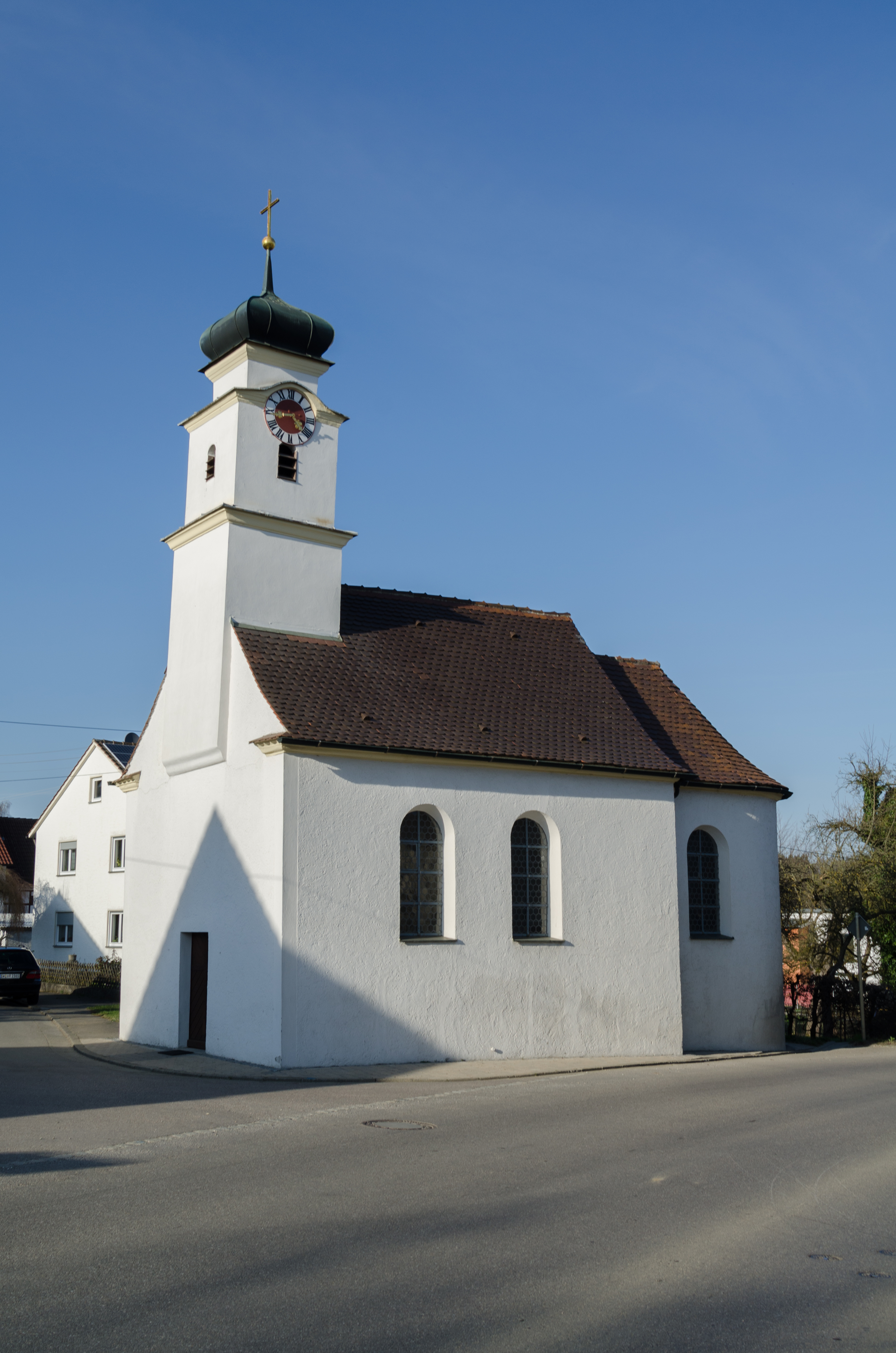
Kapelle St. Antonius von Padua in Raunertshofen

Die römisch-katholische Kapelle St. Antonius von Padua steht in Raunertshofen, einem Gemeindeteil des Marktes Pfaffenhofen an der Roth im schwäbischen Landkreis Neu-Ulm in Bayern. Das denkmalgeschützte Bauwerk ist in der Liste der Baudenkmäler in Pfaffenhofen an der Roth unter der Nr. D-7-75-143-27 eingetragen. Sie ist dem heiligen Antonius von Padua gewidmet. Die Kirchengemeinde gehört zum Dekanat Neu-Ulm des Bistums Augsburg.

## Beschreibung
Die Kapelle wurde 1760 erbaut. Die Saalkirche besteht aus einem Langhaus und einem eingezogenen, halbrund geschlossenen Chor im Osten. Der Fassade im Westen wurde 1897 ein mit drei Geschossen gestufter Giebelreiter aufgesetzt, der mit einer Zwiebelhaube bedeckt ist. Das mittlere Geschoss beherbergt die Turmuhr und den Glockenstuhl mit zwei Kirchenglocken. 
Die bauzeitlichen Fresken von Franz Martin Kuen wurden 1922 und 1948 weitgehend ergänzt und erneuert.